# العلاقات الأذربيجانية الأندورية
العلاقات الأذربيجانية الأندورية هي العلاقات الثنائية التي تجمع بين أذربيجان وأندورا.

## مقارنة بين البلدين
هذه مقارنة عامة ومرجعية للدولتين:
| وجه المقارنة                                              | أذربيجان        | أندورا                                                     |
| --------------------------------------------------------- | --------------- | ---------------------------------------------------------- |
| المساحة (كم2)                                             | 86.60 ألف       | 468                                                        |
| عدد السكان (نسمة)                                         | 10.00 مليون     | 76.18 ألف                                                  |
| الكثافة السكانية (ن./كم²)                                 | 115.47          | 16.28 ألف                                                  |
| العاصمة                                                   | باكو            | أندورا لا فيلا                                             |
| اللغة الرسمية                                             | اللغة الأذرية   | اللغة الكتالونية                                           |
| العملة                                                    | مانات أذربيجاني | يورو                                                       |
| الناتج المحلي الإجمالي (بليون دولار)                      | 40.75 مليار     | 3.01 مليار                                                 |
| الناتج المحلي الإجمالي (تعادل القوة الشرائية) بليون دولار | 171.56 مليار    |                                                            |
| الناتج المحلي الإجمالي الاسمي للفرد دولار أمريكي          | 5.50 ألف        |                                                            |
| الناتج المحلي الإجمالي للفرد دولار أمريكي                 | 17.52 ألف       |                                                            |
| مؤشر التنمية البشرية                                      | 0.751           | 0.858                                                      |
| رمز المكالمات الدولي                                      | +994            | +376                                                       |
| رمز الإنترنت                                              | .az             | .ad                                                        |
| المنطقة الزمنية                                           | ت ع م+04:00     | ت ع م+01:00، توقيت وسط أوروبا، ت ع م+02:00، أوروبا/أندورا ‏ |

## منظمات دولية مشتركة
يشترك البلدان في عضوية مجموعة من المنظمات الدولية، منها:
| علم المنظمة | اسم المنظمة                    | تاريخ انضمام أذربيجان | تاريخ انضمام أندورا |
| ----------- | ------------------------------ | --------------------- | ------------------- |
|             | منظمة الشرطة الجنائية الدولية  | ?                     | ?                   |
|             | الأمم المتحدة                  | 2 مارس 1992           | 28 يوليو 1993       |
|             | منظمة الأمن والتعاون في أوروبا | 30 يناير 1992         | 25 أبريل 1996       |
|             | مجلس أوروبا                    | 25 فبراير 2001        | ?                   |
|             | يونسكو                         | 3 يونيو 1992          | 20 أكتوبر 1993      |
|             | منظمة حظر الأسلحة الكيميائية   | ?                     | ?                   |
|             | الاتحاد الدولي للاتصالات       | 10 أبريل 1992         | 12 نوفمبر 1993      |

## وصلات خارجية
- موقع وزارة الخارجية الأذربيجانية
- موقع وزارة الخارجية الأندورية